# Lorica hamata

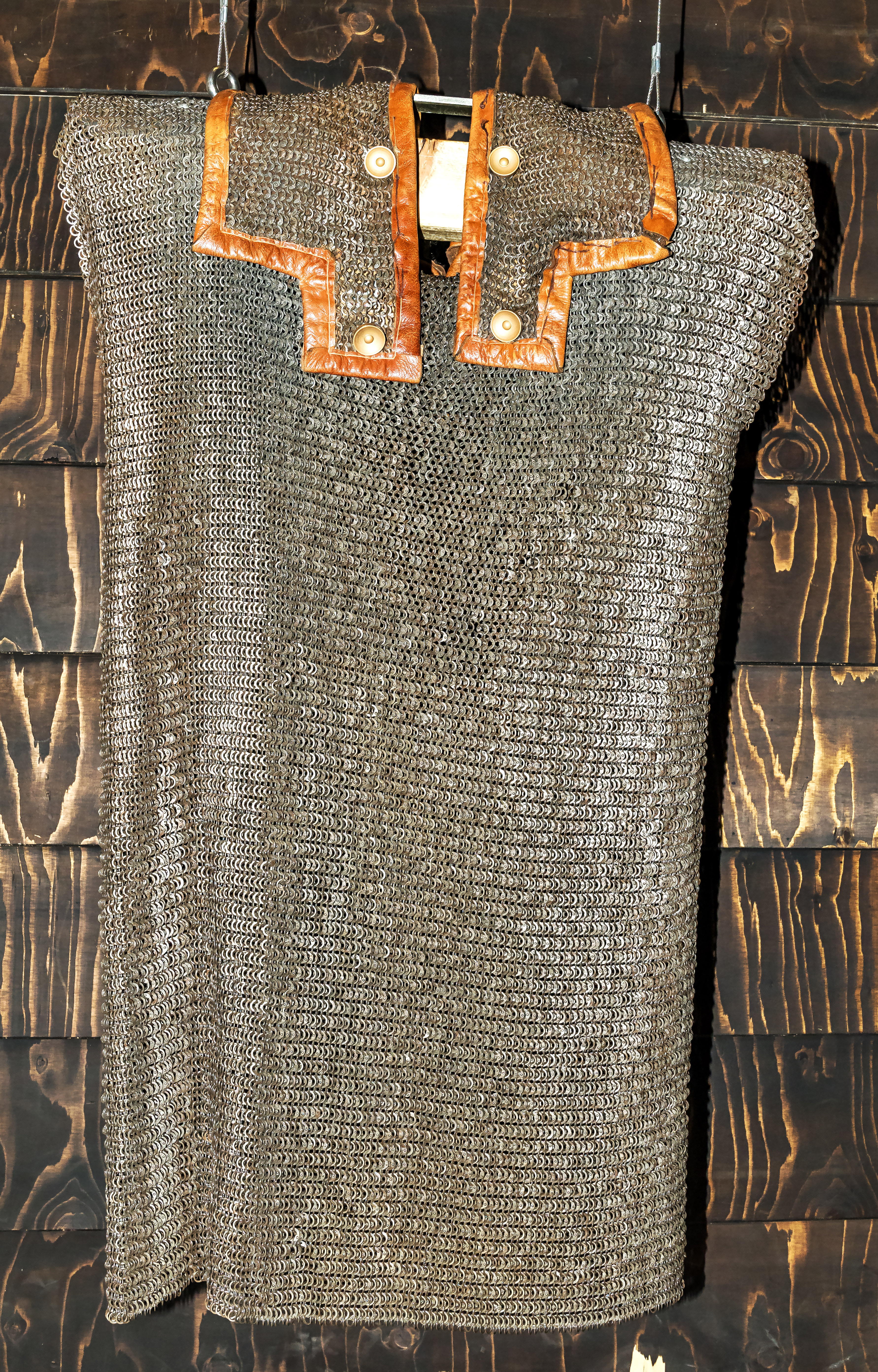
Nachbildung eines römischen Kettenhemdes mit Aufdopplung um den Nacken

Lorica hamata ist die Bezeichnung für das Kettenhemd, das vermutlich seit dem 3. Jahrhundert v. Chr. bis zum Untergang des Römischen Reiches in der römischen Armee benutzt wurde.

## Aufbau

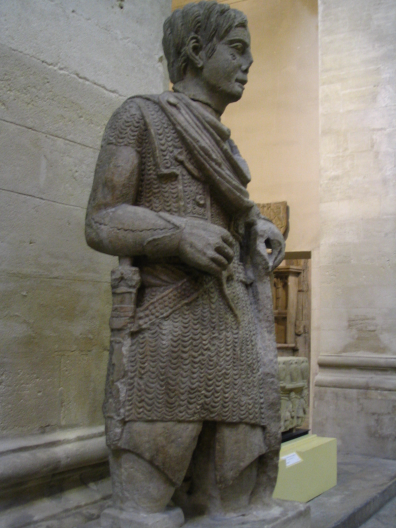
Antike Darstellung eines römischen Kettenhemdes

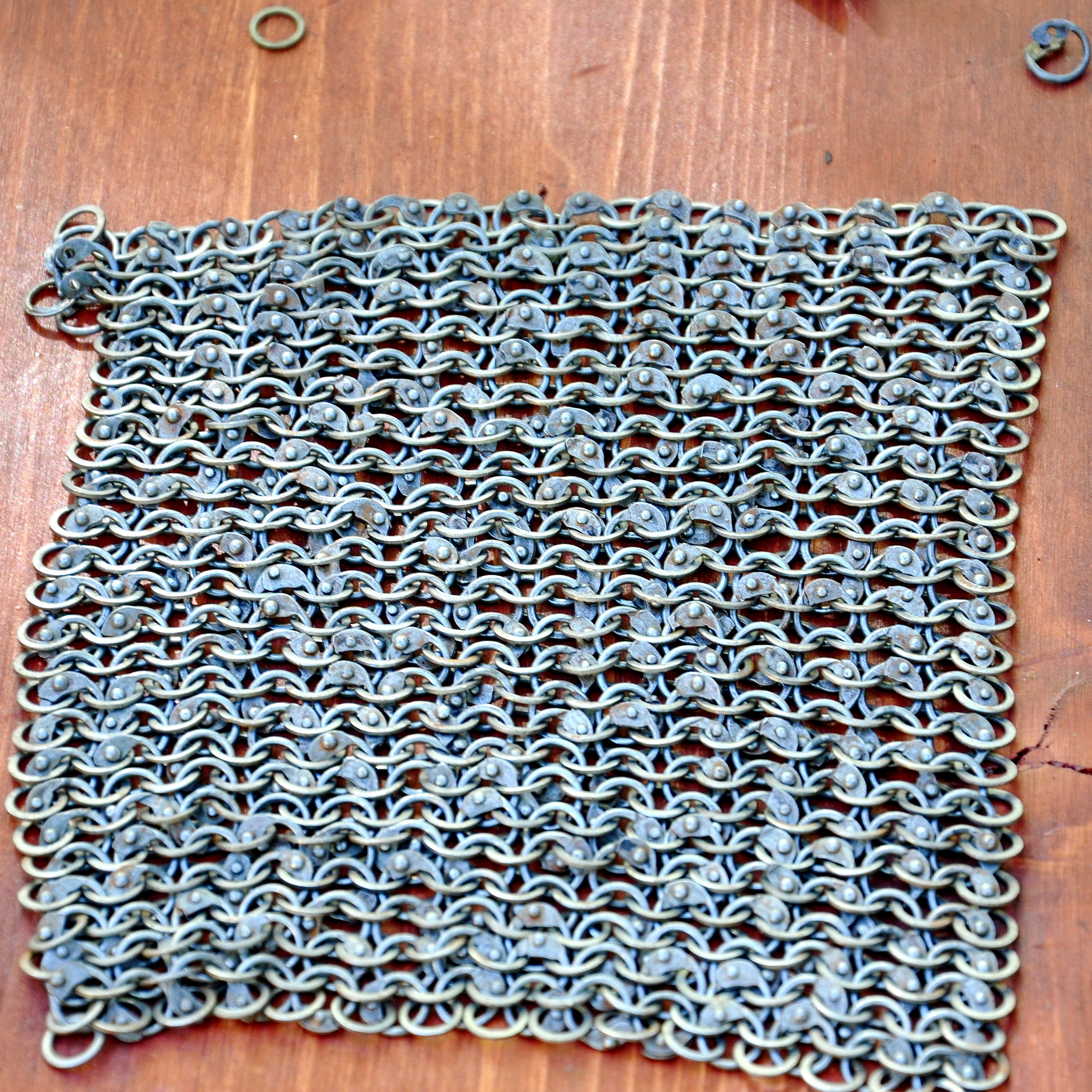
Detail zum Aufbau des römischen Kettengeflechtes (Rekonstruktion)

Die Lorica hamata bestand aus bis zu 30.000 miteinander verflochtenen Ringen aus Eisen, selten auch aus Bronze. Sie konnte bis zu 10 Kilogramm wiegen. Die Ringe hatten einen Innendurchmesser von 5 bis 9 mm bei einer Materialstärke von 1 bis 2 mm. Dabei wurden als römische Besonderheit abwechselnd nahtlose gestanzte Ringe und vernietete oder verschweißte Eisenringe verwendet (circuli et hami = Ringe und Haken). Ob die Ringe in jedem Fall verschweißt bzw. vernietet waren, lässt sich nicht mit Sicherheit aussagen, da die Funde in der Regel stark korrodiert waren. Dort, wo der Erhaltungsgrad solche Feststellungen zuließ, waren die Ringe jedoch stets verbunden. Vereinzelt wurden auch Reste von extrem feinen Kettenhemden aus Bronzedraht mit einem Ringdurchmesser von nur 3 mm gefunden.
Die Lorica hamata verfügte während der längsten Zeit des Römischen Reiches über eine Aufdopplung über den Schultern, die wie ein U-förmiger Kragen um den Nacken lag. Dieses Schulterteil war mit vier Nieten an den Ecken auf dem Kettenhemd befestigt, mit Leder eingefasst und wahrscheinlich auch unterfüttert. Diese Schulterverstärkung wurde zunächst durch eine Verschnürung, später durch zwei miteinander verbundene Brusthaken über der Brust zusammengezogen und fixiert. Das römische Kettenhemd hatte eine weite zylindrische Form (nicht tailliert) und außer den Haken zum Zusammenziehen des Schulterstücks keine Verschlüsse. Die Lorica hamata war meistens ärmellos oder kurzärmelig und reichte mindestens bis zum Schritt, meistens jedoch bis zur Mitte der Oberschenkel.
Die langen Varianten der Lorica hamata wurden stets mit einem Gürtel getragen und so ein Herumschwingen vermieden wie auch ein Teil der Last auf die Hüfte verteilt. Die römischen Soldaten trugen unter dem Kettenhemd normalerweise eine einfache Tunika aus Wolle, später ein gepolstertes Untergewand (das Subarmalis).

## Entwicklung

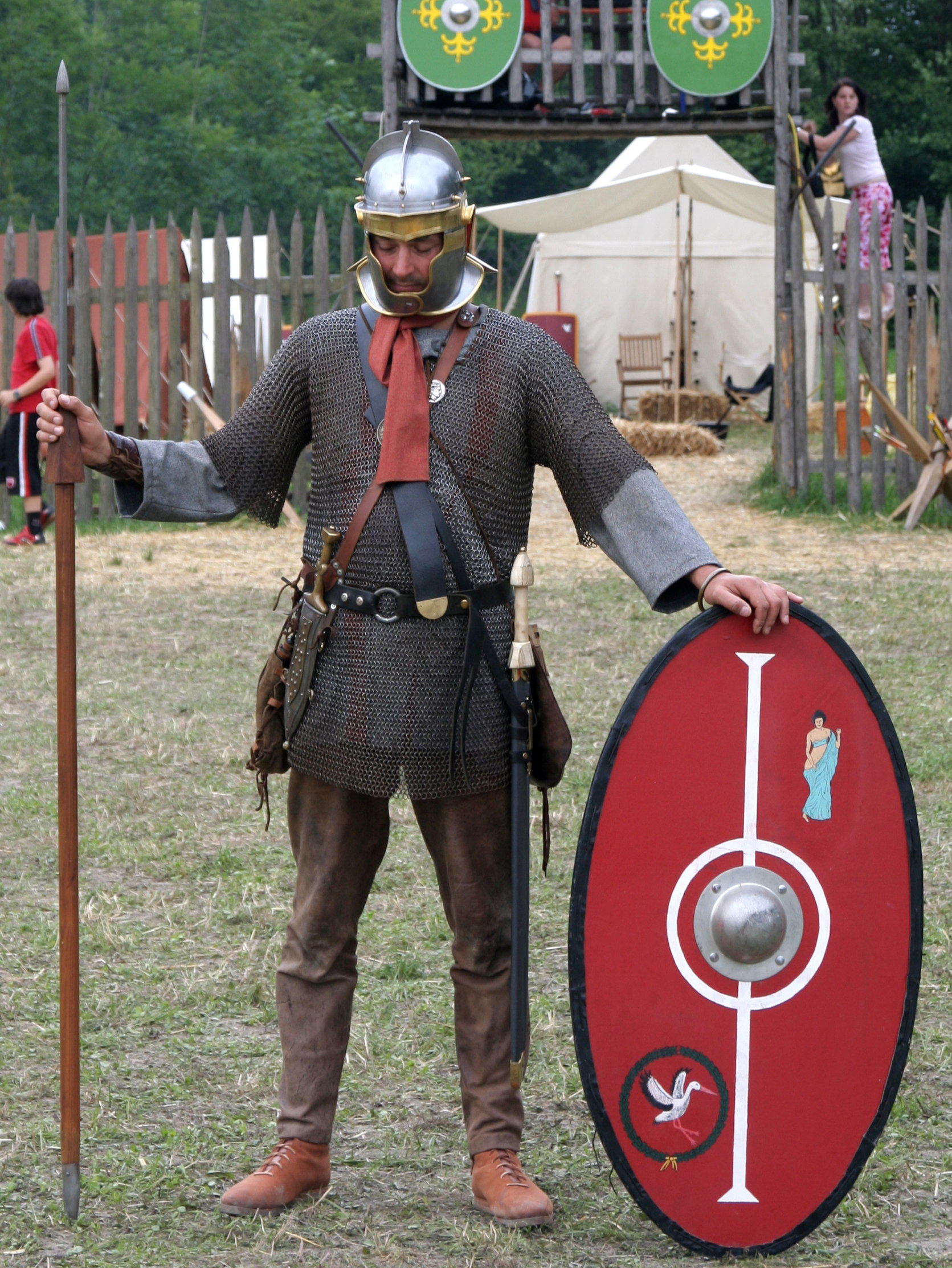
Rekonstruktion der Ausrüstung eines Auxiliarinfanteristen gegen Ende des 2. Jahrhunderts n. Chr.

Die Römer selbst führten die Entwicklung des Kettenhemdes auf die Kelten zurück; das älteste gesicherte bildliche Zeugnis römischer Soldaten zeigt diese 168 v. Chr. ausnahmslos in Kettenhemden. Die Lorica hamata erfuhr in mehreren Jahrhunderten nur wenige grundlegende Veränderungen. Seit dem Ende des 1. Jahrhunderts n. Chr. wurde die Schulterverstärkung nicht mehr verwendet, und die Lorica hamata wurde insgesamt kürzer.
Die Kettenhemden der Reiterei unterschieden sich von den Infanterieausführungen, wobei sie etwas kürzer, zum Teil seitlich geschlitzt waren und kurze Ärmel oder verbreiterte Schulterpartien hatten.
Etwa von der Mitte des 1. Jahrhunderts bis zum Ende des 2. Jahrhunderts n. Chr. wurde die Lorica hamata durch den Schienenpanzer als wichtigster Rüstung der römischen Infanterie abgelöst, jedoch nie völlig verdrängt. Das Kettenhemd war in dieser Zeit außer bei der Reiterei nur bei den römischen Hilfstruppen durchgängig im Gebrauch. Danach setzte sich wieder das Kettenhemd als wichtigster römischer Rüstungstyp durch.